# Eishockey-Weltmeisterschaft 1961
Die 28. Eishockey-Weltmeisterschaft und 39. Eishockey-Europameisterschaft fand vom 1. bis zum 12. März 1961 in der Schweiz, in den Städten Genf und Lausanne statt. Mit 20 Mannschaften erreichte die WM einen neuen Teilnehmerrekord, darunter mit Südafrika ein WM-Neuling. Die IIHF beschloss daher, neben einer B-Weltmeisterschaft auch eine C-Weltmeisterschaft auszutragen und diese Gruppeneinteilung für die kommenden Weltmeisterschaft zu institutionalisieren und mit einer Auf- und Abstiegsregelung zu versehen. In der A-Gruppe, die um den WM-Titel spielt, sollten acht Mannschaften spielen, die B- und die C-Gruppe sollten jeweils sechs Teams umfassen. Die Gruppenzugehörigkeit der einzelnen Nationen erfolgte anhand der Platzierungen bei der WM 1959, zusätzlich gab es Qualifikationsspiele. Die Gruppeneinteilung sollte wie folgt aussehen:
A-Gruppe: Die ersten Sechs der WM 1959 und zwei Qualifikanten
A-Gruppen-Qualifikation: Der Siebte, Achte und Neunte der WM 1959, sowie Gastgeber Schweiz
B-Gruppe: Die zwei Verlierer der A-Gruppen-Qualifikation und der Zehnte und Elfte der WM 1959 sowie zwei Qualifikanten
B-Gruppen-Qualifikation: Die Mannschaften der B-Gruppe der WM 1959 (Ungarn nahm nicht teil) sowie Großbritannien und Belgien
C-Gruppe: Die Verlierer der B-Gruppen-Qualifikation und die restlichen teilnehmenden Mannschaften
Das WM-Turnier stand wieder einmal im Zeichen des Kalten Krieges. Da sich sowohl die DDR als auch die BRD für die A-Gruppe qualifizierten, stand das zweite deutsch-deutsche Duell bei einer Eishockey-WM an. Doch die Offiziellen des bundesdeutschen Teams protestierten dagegen, dass die DDR-Mannschaft mit eigener Flagge und eigener Hymne antreten durfte (sogenannter Flaggenstreit). Der bundesdeutschen Vertretung wurde von der LIHG für den Fall, dass sie bei einem Sieg der DDR-Mannschaft vor dem Hissen der Flagge und dem Abspielen der Hymne der DDR das Eis aus Protest verlässt, der Ausschluss von den folgenden Weltmeisterschaften und Olympischen Spielen angedroht. Die Westdeutschen traten daher zum Duell gegen die Ostdeutschen nicht an und verloren daraufhin am grünen Tisch mit 0:5. Durch diese Niederlage landete das bundesdeutsche Team auf dem letzten Platz und wäre damit abgestiegen und Norwegen als B-Gruppensieger dafür aufgestiegen.
Da den Sportlern der DDR (die die US-Mannschaft bei dieser WM besiegten) durch die US-Behörden des Gastgeberlandes 1962 aus politischen Gründen die Einreise verweigert werden wird, ließ ein damit verbundener neuerlicher WM-Boykott der solidarischen Staaten die gesamte Auf- und Abstiegsregelung für die nächste WM gegenstandslos werden.
Die WM brachte den 19. und für lange Zeit letzten Titel für den bisherigen Seriensieger Kanada, der durch die Trail Smoke Eaters repräsentiert wurde. In den kommenden Jahren sollte das so genannte Amateurproblem immer größere Bedeutung erlangen. Bei den US-Boys wurde diese Problematik schon in diesem Jahr offensichtlich. Die Tschechoslowakei feierte ihren zehnten Europameistertitel.

## A-Weltmeisterschaft

### Qualifikation
Je eine Qualifikationspartie zur A-Weltmeisterschaft wurde in Genf und Lausanne ausgespielt.
| 1. März 1961 | Schweiz Paul Messerli (22.) Fritz Naef (2) Peter Stammbach (2) | 5:6 n. V. (0:1, 1:3, 4:1, 0:1) | BR Deutschland Georg Scholz (3) Josef Reif (2) 5:5 Leonhard Waitl | Les Vernets, Genf Zuschauer: 7.200 |

| 2. März 1961 | DDR Joachim Franke (15.) Joachim Ziesche (33.) Bernd Poindl (41.) Gerhard Klügel (45., 54.) Bernd Poindl (60.) | 6:3 (1:0, 1:1, 4:2) Spielbericht | Norwegen Olav Dalsøren (25.) Tor Gundersen (50.) Olav Dalsøren (57.) | Patinoire de Montchoisi, Lausanne Zuschauer: 300 |

| Qualifiziert für die A-Gruppe: | BR Deutschland DDR |
| Qualifiziert für die B-Gruppe: | Schweiz Norwegen   |

### Spiele
| 2. März 1961 17:00 Uhr | Tschechoslowakei Josef Černý (6.) Luděk Bukač (44.) Jan Kasper (47.) Bohumil Prošek (47.) Miroslav Vlach (48.) Ján Starší (49.) | 6:0 (1:0, 0:0, 5:0) | Finnland | Patinoire de Montchoisi, Lausanne Zuschauer: 3.000 |

| 2. März 1961 20:45 Uhr | Kanada Jackie McLeod (14.) Don Fletcher (15.) Cal Hockley (18.) Mike Lagace (47.) Jackie McLeod (55.) Walter Peacosh (56.) | 6:1 (3:1, 0:0, 3:0) | Schweden Hans Mild (15.) | Les Vernets, Genf Zuschauer: 10.510 |

| 2. März 1961 20:45 Uhr | UdSSR Wenjamin Alexandrow (1.) Wiktor Zyplakow (2.) Konstantin Loktew (9.) Alexander Ragulin (11.) Wjatscheslaw Starschinow (13.) Wjatscheslaw Starschinow (29.) Wenjamin Alexandrow (32.) Genrich Sidorenkow (36.) Iwan Tregubow (37.) Jewgeni Majorow (40.) Konstantin Loktew (48.) Nikolai Sologubow (53.) Iwan Tregubow (56.) | 13:2 (5:0, 5:0, 3:2) | USA John Poole (46.) Herb Brooks (53.) | Patinoire de Montchoisi, Lausanne Zuschauer: 10.000 |

| 4. März 1961 | Tschechoslowakei | 4:1 (1:0, 1:0, 2:1) | USA | Genf |

| 4. März 1961 | Finnland Teppo Rastio (1.) Pertti Nieminen (23.) Timo Ahlqvist (25.) Raimo Kilpiö (34.) Teppo Rastio (55.) Pertti Nieminen (55.) | 6:4 (1:2, 3:1, 2:1) Spielbericht | DDR Karl Szengel (2.) Heinz Kuczera (19.) Manfred Buder (31.) Erich Novy (48.) | Genf |

| 4. März 1961 | Kanada | 9:1 (1:1, 3:0, 5:0) | BR Deutschland | Lausanne |

| 4. März 1961 | UdSSR Boris Majorow (4.) Alexander Almetow (11.) Nikolai Snetkow (15.) Wjatscheslaw Starschinow1 (22.) Nikolai Snetkow (28.) Jewgeni Majorow (41.) | 6:2 (3:0, 2:0, 1:2) Spielbericht | Schweden Bert-Ola Nordlander (50.) Ulf Sterner (52.) | Lausanne |

1Für dieses Tor wird nach anderen Quellen Jewgeni Majorow als Torschütze angegeben
| 5. März 1961 | Kanada Jackie McLeod (9.) Norm Lenardon (11.) Darryl Sly (14.) Pinoke McIntyre (17.) Norm Lenardon (31.) Pinoke McIntyre (33.) Harry Smith (44.) | 7:4 (4:2, 2:0, 1:2) Spielbericht | USA Herb Brooks (12.) John Poole (17.) Tom Williams (48.) Herb Brooks (49.) | Genf |

| 5. März 1961 | Tschechoslowakei | 6:0 (2:0, 0:0, 4:0) | BR Deutschland | Genf |

| 5. März 1961 | Schweden Carl-Göran Öberg (19.) Hans Svedberg (26.) Anders Andersson (59.) | 3:2 (1:0,1:2,1:0) Spielbericht | DDR Gerhard Klügel (36.) Joachim Ziesche (39.) | Lausanne Zuschauer: 2.000 |

| 5. März 1961 | UdSSR Nikolai Snetkow (2.) Wiktor Jakuschew (3.) Weniamin Alexandrow (6.) Wjatscheslaw Starschinow (10.) Genrich Sidorenkow (15.) Nikolai Snetkow (44.) Genrich Sidorenkow (53.) | 7:3 (5:0, 0:0, 2:3) Spielbericht | Finnland Esko Luostarinen (41.) Teppo Rastio (51.) Aki Salonen (56.) | Lausanne |

| 7. März 1961 | Schweden Ronald Pettersson (17.) Sigurd Bröms (34.) Hans Svedberg (38.) Ulf Sterner (51.) Ronald Pettersson (54.) Carl-Göran Öberg (59.) | 6:4 (1:1, 2:2, 3:1) Spielbericht | Finnland Raimo Kilpiö (6.) Jouni Seistamo (24.) Aki Salonen (34.) Raimo Kilpiö (41.) | Genf |

| 7. März 1961 | Tschechoslowakei Ján Starší (9., 17.) František Gregor (30.) Jiří Dolana (34.) Vlastimil Bubník (53., 59.) | 6:4 (2:1, 2:2, 2:1) Spielbericht | UdSSR Wjatscheslaw Starschinow (19.) Jewgeni Majorow (21.) Wiktor Jakuschew (29.) Boris Majorow (47.) | Genf |

| 7. März 1961 | USA Tom Williams (1.) Marv Jorde (17., 19., 38.) | 4:4 (3:1, 1:1, 0:2) Spielbericht | BR Deutschland Ernst Trautwein (1.) Remigius Wellen (3.) Georg Scholz (38., 50.) | Lausanne |

| 7. März 1961 | Kanada Jackie McLeod (41.) Mike Lagace (43.) Walter Peacosh (46.) Norm Lenardon (47.) Mike Lagace (53.) | 5:2 (0:0, 0:0, 5:2) Spielbericht | DDR Joachim Ziesche (43., 59.) | Lausanne |

| 8. März 1961 | Schweden Ronald Pettersson (1.) Lars Björn (4.) Pettersson (16.) Roland Stoltz (22.) Ronald Pettersson (31.) Per-Olof Härdin (32.) Hans Mild (43.) Ulf Sterner (45.) Anders Andersson (52.) Per-Olof Härdin (53., 57.) Sigurd Bröms (57.) | 12:1 (3:0, 3:1, 6:0) Spielbericht | BR Deutschland Georg Scholz (28.) | Genf |

| 8. März 1961 | USA Paul Johnson (1.) John Poole (15.) Bob Turk (28.) Herb Brooks (32.) Granfström (38.) | 5:6 (2:2, 3:1, 0:3) Spielbericht | DDR Dieter Kraatzsch (12.) Joachim Ziesche (15.) Manfred Buder (38.) Horst Heinze (42.) Manfred Buder (50.) Joachim Franke (52.) | Lausanne |

| 9. März 1961 | UdSSR Konstantin Loktew (1.) Iwan Tregubow (1.) Nikolai Snetkow (2.) Wjatscheslaw Starschinow (3.) Weniamin Alexandrow (3.) Iwan Tregubow (15.) Alexander Almetow (38.) Konstantin Loktew (52.) Weniamin Alexandrow (55.) | 9:1 (6:0, 1:1, 2:0) Spielbericht | DDR Harald Grimm (26.) | Genf |

| 9. März 1961 | Finnland Teppo Rastio (4., 51.) Pertti Nieminen (54.) | 3:3 (1:0, 0:1, 2:2) Spielbericht | BR Deutschland Otto Schneitberger (26., 54.) Ernst Trautwein (55.) | Genf |

| 9. März 1961 | Kanada Pinoke McIntyre (37.) | 1:1 (0:1, 1:0, 0:0) Spielbericht | Tschechoslowakei Miroslav Vlach (19.) | Lausanne |

| 11. März 1961 | Tschechoslowakei Ján Starší (13.) Václav Pantůček (26.) Vlastimil Bubník (27.) Miroslav Vlach (49.) Josef Černý (59.) | 5:1 (1:0, 2:1, 2:0) Spielbericht | DDR Harald Grimm (31.) | Genf |

| 11. März 1961 | Schweden Sven Tumba (3.) Ronald Pettersson (28.) Anders Andersson (37.) Ulf Sterner (46., 52.) Bert-Ola Nordlander (55.) Per-Olof Härdin (57.) | 7:3 (1:2, 2:1, 4:0) Spielbericht | USA Marv Jorde (1.) Bob Turk (2., 30.) | Lausanne |

| 11. März 1961 | UdSSR Boris Majorow (8.) Nikolai Snetkow (11.) Weniamin Alexandrow (21.) Wjatscheslaw Starschinow (25.) Konstantin Loktew (26.) Alexander Almetow (38.) Boris Majorow (45., 54.) Jewgeni Majorow (58.) Boris Majorow (59.) Alexander Almetow (?., 3. Drittel) | 11:1 (2:0, 4:1, 5:0) Spielbericht | BR Deutschland Ernst Trautwein (34.) | Lausanne |

| 11. März 1961 | Kanada Walter Peacosh (2.) Hal Jones (5.) Dave Rusnell (13., 14.) Mike Lagace (14.) Jackie McLeod (15.) Darryl Sly (18., 23.) Pinoke McIntyre (41., 42.) Walter Peacosh (44.) Jackie McLeod (54.) | 12:1 (7:1, 1:0, 4:0) | Finnland Jorma Suokko (17.) | Lausanne |

| 12. März 1961 | Kanada Harry Smith (9.) Jackie McLeod (31.) Hal Jones (33.) Jackie McLeod (41.) Norm Lenardon (58.) | 5:1 (1:0, 2:0, 2:1) Spielbericht | UdSSR Boris Majorow (52.) | Genf Zuschauer: 13.000 |

| 12. März 1961 | Tschechoslowakei Jan Kasper (1.) Miroslav Vlach (11.) Jan Kasper (14.) Luděk Bukač (29.) Vlastimil Bubník (41.) | 5:2 (3:1, 1:1, 1:0) Spielbericht | Schweden Sven Tumba (2.) Hans Mild (32.) | Lausanne |

| 12. März 1961 | USA Dick Burg (14.) Dan Dilworth (25.) Paul Johnson (31.) David Frank (56.) Herb Brooks (56.) | 5:2 (1:0, 2:0, 2:2) Spielbericht | Finnland Timo Ahlqvist (52.) Raimo Kilpiö (55.) | Lausanne |

| 12. März 1961 | DDR | 5:0 (Wertung) Spielbericht | BR Deutschland | Genf Zuschauer: – |

Ersatzspiel außer Wertung
| 12. März 1961 | DDR 1:0 Gerhard Klügel ? 3:3, 4:3 Joachim Ziesche 5:3 Manfred Buder | 5:3 Spielbericht | Internationale Mannschaft 1:1 Fritz Naef Kurt Nobs 2:3 Claude Provost | Genf |

### Abschlusstabelle der A-WM
| Pl. |                  | Sp | S | U | N | Tore  | Diff | Punkte |
| 1.  | Kanada           | 7  | 6 | 1 | 0 | 45:11 | +34  | 13:01  |
| 2.  | Tschechoslowakei | 7  | 6 | 1 | 0 | 33:09 | +22  | 13:01  |
| 3   | UdSSR            | 7  | 5 | 0 | 2 | 51:20 | +31  | 10:04  |
| 4.  | Schweden         | 7  | 4 | 0 | 3 | 33:27 | +6   | 08:06  |
| 5.  | DDR              | 7  | 2 | 0 | 5 | 21:33 | −12  | 04:10  |
| 6.  | USA              | 7  | 1 | 1 | 5 | 24:43 | −19  | 03:11  |
| 7.  | Finnland         | 7  | 1 | 1 | 5 | 19:43 | −24  | 03:11  |
| 8.  | BR Deutschland   | 7  | 0 | 2 | 5 | 10:50 | −40  | 02:12  |

#### Mannschaften

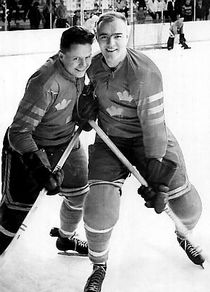
Die Schweden Hans Mild und Gösta Sandberg bei der Weltmeisterschaft 1961

| Platzierung    | Mannschaft       | Spieler |
| -------------- | ---------------- | --- |
| Goldmedaille   | Kanada           | George Ferguson, Hal Jones, Pinoke McIntyre, Walter Peacosh, Darryl Sly, Jackie McLeod, Seth Martin, Don Fletcher, Harry Smith, Cal Hockley, Adolph Tambellini, Dave Rusnell, Ed Christofoli, Norm Lenardon, Gerry Penner, Claude Cyr, Mike Lagace, Bobby Kromm Spielertrainer: Bobby Kromm                                                                                          |
| Silbermedaille | Tschechoslowakei | Josef Mikoláš, Vladimír Nadrchal – Rudolf Potsch, Jan Kasper, František Gregor, Stanislav Sventek, Jaromír Bünter – Vlastimil Bubník, Václav Pantůček, Bohumil Prošek – Ján Starší, František Vaněk, Miroslav Vlach – Jiří Dolana, Luděk Bukač, Josef Černý – Zdeněk Kepák Trainerstab: Vladimír Kostka, Zdeněk Andršt                                                               |
| Bronzemedaille | UdSSR            | Wladimir Tschinow, Wiktor Konowalenko – Alexander Ragulin, Genrich Sidorenkow, Nikolai Snetkow, Nikolai Sologubow, Iwan Tregubow, Wladimir Breschnew – Wenjamin Alexandrow, Alexander Almetow, Wiktor Jakuschew, Wladimir Jursinow, Konstantin Loktew, Boris Majorow, Jewgeni Majorow, Wjatscheslaw Starschinow, Wiktor Zyplakow Trainerstab: Arkadi Tschernyschow, Wladimir Jegorow |
| 4.             | Schweden         | Kjell Svensson, Tommy Björkman – Roland Stoltz, Lars Björn, Gert Blomé, Bert-Ola Nordlander, Hans Svedberg – Anders Andersson, Sigurd Bröms, Per-Olof Härdin, Hans Mild, Ronald Pettersson, Ake Rydberg, Gösta Sandberg, Ulf Sterner, Sven Tumba Johansson, Carl-Göran Öberg Trainer: Arne Strömberg                                                                                 |
| 5.             | DDR              | Klaus Hirche, Peter Kolbe, Joachim Franke, Joachim Ziesche, Bernd Poindl, Gerhard Klügel, Manfred Buder, Erich Novy, Heinz Schildan, Heinz Kuczera, Harald Grimm, Bernd Hiller, Günter Heinicke, Karl Szengel, Dieter Kraatzsch, Horst Heinze Trainer: Rudi Schmieder |
| 6.             | USA              | Tom Yurkovich, Larry Palmer – Jim Westby, John Mayasich, Dale Noreen, Tom Riley – Herb Brooks, Bob Turk, Jack Williams, John Poole, Paul Johnson, Marv Jorde, Sam Grafstrom, David Rovick, Dick Burg, Dan Dilworth, David Frank Trainer: John Pleban |
| 7.             | Finnland         | Juhani Lahtinen, Isto Virtanen – Matti Haapaniemi, Kalevi Numminen, Erkki Koiso, Mauno Nurmi, Jorma Suokko – Anssi Salonen, Raimo Kilpiö, Teppo Rastio, Pertti Nieminen, Esko Luostarinen, Jouni Seistamo, Timo Ahlqvist, Pentti Hyytiäinen, Seppo Vainio, Jorma Rikala Trainer: Derek Holmes                                                                                        |
| 8.             | BRD              | Wilhelm Edelmann, Harry Lindner – Paul Ambros, Leonhard Waitl, Hans Rampf, Otto Schneitberger, Walter Riedl – Georg Scholz, Kurt Sepp, Ernst Trautwein, Josef Reif, Bernd Herzig, Horst Schuldes, Georg Eberl, Helmut Zanghellini, Siegfried Schubert, Remigius Wellen Trainer: Markus Egen                                                                                          |

#### Abschlussplatzierung der EM
| RF | Team             |
| -- | ---------------- |
| 1  | Tschechoslowakei |
| 2  | UdSSR            |
| 3  | Schweden         |
| 4  | DDR              |
| 5  | Finnland         |
| 6  | BR Deutschland   |

### Auf- und Abstieg
| Absteiger:    | keine (wegen des WM-Boykotts 1962)                   |
| Boykott 1962: | UdSSR Tschechoslowakei DDR                           |
| Aufsteiger    | Norwegen Großbritannien Schweiz (nach Qualifikation) |

## B-Weltmeisterschaft

### Qualifikation
Das Qualifikationsturnier zur B-Weltmeisterschaft wurde in Genf ausgespielt.
| 2. März 1961 | Genf | Österreich     | – | Rumänien | 6:5 (1:1,4:3,1:1)  |
| 2. März 1961 | Genf | Großbritannien | – | Belgien  | 18:1 (6:1,6:0,6:0) |

| Qualifiziert für die B-Gruppe: | Österreich Großbritannien |
| Qualifiziert für die C-Gruppe: | Rumänien Belgien          |

### Spiele
Das Turnier der B-Gruppe wurde in Genf und Lausanne ausgetragen.
| 3. März 1961 | Schweiz | 0:6 (0:3, 0:3, 0:0) | Norwegen | Les Vernets, Genf Zuschauer: 2.000 |

| 3. März 1961 | Großbritannien | 10:2 (3:0, 5:1, 2:1) | Österreich | Patinoire de Montchoisi, Lausanne Zuschauer: 500 |

| 3. März 1961 | Italien | 5:3 (0:2, 2:1, 3:0) | Polen | Patinoire de Montchoisi, Lausanne Zuschauer: 2.000 |

| 5. März 1961 | Italien | 7:2 (0:0, 2:2, 5:0) | Österreich | Les Vernets, Genf Zuschauer: 500 |

| 6. März 1961 | Norwegen | 5:3 (2:1, 2:1, 1:1) | Polen | Genf |

| 6. März 1961 | Großbritannien | 3:3 (3:2, 0:0, 0:1) | Italien | Genf |

| 6. März 1961 | Schweiz | 9:1 (5:0, 2:0, 2:1) | Österreich | Lausanne |

| 7. März 1961 | Schweiz | 1:3 (1:1, 0:0, 0:2) | Polen | Lausanne |

| 9. März 1961 | Großbritannien | 3:2 (1:1, 1:0, 1:1) | Polen | Genf |

| 9. März 1961 | Norwegen | 7:2 (2:0, 1:2, 4:0) | Österreich | Lausanne |

| 10. März 1961 | Polen | 2:3 (0:0, 1:0, 1:3) | Österreich | Genf |

| 10. März 1961 | Norwegen | 7:1 (3:0, 1:1, 3:0) | Italien | Lausanne |

| 10. März 1961 | Schweiz | 2:2 (0:0, 1:1, 1:1) | Großbritannien | Lausanne |

| 11. März 1961 | Schweiz | 5:3 (1:1, 2:1, 2:1) | Italien | Genf |

| 12. März 1961 | Norwegen | 2:3 (2:1, 0:1, 0:1) | Großbritannien | Lausanne |

### Abschlusstabelle

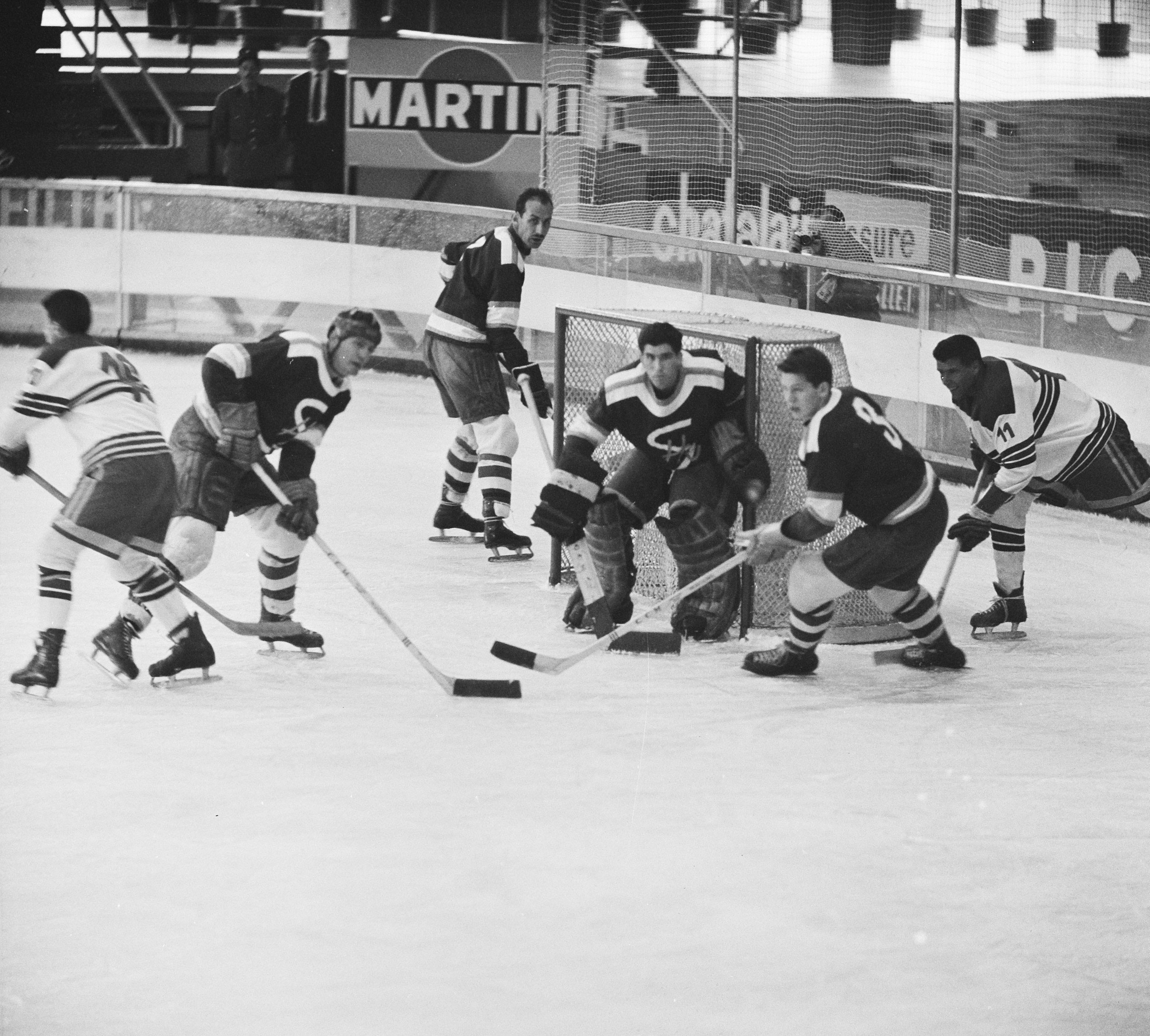
Spielszene aus der Begegnung Niederlande gegen Jugoslawien

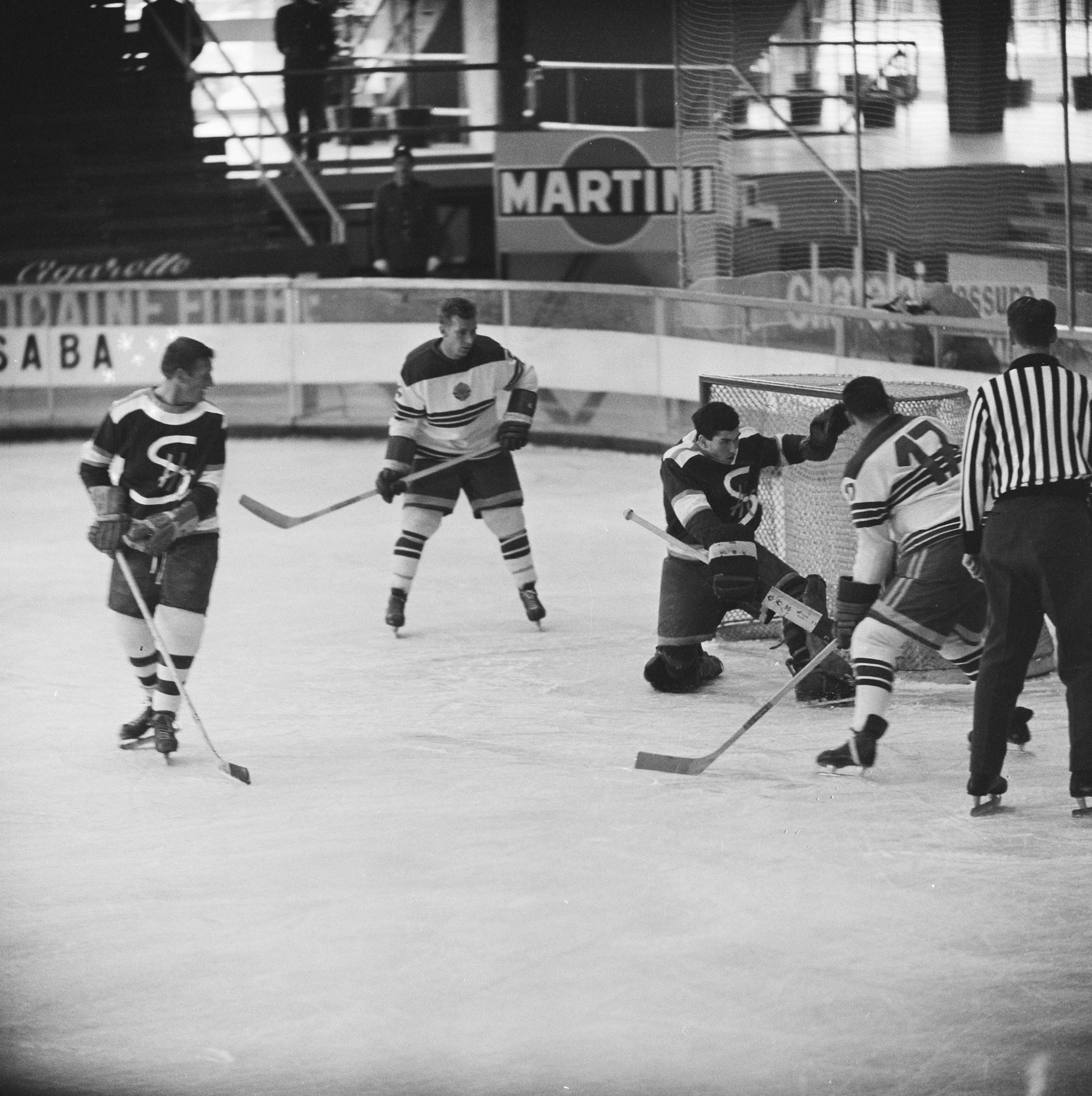
Spielszene aus der Begegnung Niederlande gegen Jugoslawien

| RF | Team           | Sp | Sg | Un | NL | Tore  | TD  | Pkte. |
| -- | -------------- | -- | -- | -- | -- | ----- | --- | ----- |
| 1  | Norwegen       | 5  | 4  | 0  | 1  | 27: 9 | +18 | 8:2   |
| 2  | Großbritannien | 5  | 3  | 2  | 0  | 21:11 | +10 | 8:2   |
| 3  | Schweiz        | 5  | 2  | 1  | 2  | 17:15 | + 2 | 5:5   |
| 4  | Italien        | 5  | 2  | 1  | 2  | 19:20 | - 1 | 5:5   |
| 5  | Polen          | 5  | 1  | 0  | 4  | 13:17 | - 4 | 2:8   |
| 6  | Österreich     | 5  | 1  | 0  | 4  | 10:35 | −25 | 2:8   |

### Auf- und Abstieg
| B-Weltmeister 1961:         | Norwegen                                                                                                 |
| Aufsteiger in die A-Gruppe: | Norwegen, Großbritannien, Schweiz (nach Qualifikation)                                                   |
| Absteiger aus der A-Gruppe: | keine (wegen des WM-Boykotts 1962)                                                                       |
| Absteiger aus der B-Gruppe: | Italien (Verzicht)                                                                                       |
| Aufsteiger in die B-Gruppe: | Frankreich, Niederlande, Australien (am grünen Tisch) Dänemark (am grünen Tisch) Japan (am grünen Tisch) |
| Boykott 1962:               | Polen |

## C-Weltmeisterschaft
Auch das C-Turnier wurde in Genf und Lausanne ausgespielt.

### Spiele
| 3. März 1961  | Genf     | Frankreich  | – | Niederlande | 7:3 (1:1,4:0,2:2)   |
| 3. März 1961  | Genf     | Rumänien    | – | Belgien     | 22:1 (7:1,10:0,5:0) |
| 3. März 1961  | Lausanne | Jugoslawien | – | Südafrika   | 12:3 (4:0,3:1,5:2)  |
|               |          |             |   |             |                     |
| 4. März 1961  | Genf     | Jugoslawien | – | Niederlande | 9:2 (4:0,3:2,2:0)   |
|               |          |             |   |             |                     |
| 5. März 1961  | Lausanne | Rumänien    | – | Südafrika   | 14:0 (5:0,5:0,4:0)  |
|               |          |             |   |             |                     |
| 6. März 1961  | Genf     | Niederlande | – | Südafrika   | 8:4 (2:1,1:1,5:2)   |
| 6. März 1961  | Lausanne | Frankreich  | – | Belgien     | 10:0 (2:0,4:0,4:0)  |
| 6. März 1961  | Lausanne | Rumänien    | – | Jugoslawien | 12:1 (2:0,4:1,6:0)  |
|               |          |             |   |             |                     |
| 7. März 1961  | Genf     | Frankreich  | – | Südafrika   | 11:2 (2:1,3:0,6:1)  |
|               |          |             |   |             |                     |
| 8. März 1961  | Genf     | Jugoslawien | – | Belgien     | 10:2 (2:0,5:1,3:1)  |
| 8. März 1961  | Lausanne | Rumänien    | – | Niederlande | 12:0 (4:0,4:0,4:0)  |
|               |          |             |   |             |                     |
| 9. März 1961  | Lausanne | Frankreich  | – | Jugoslawien | 3:2 (1:0,0:1,2:1)   |
|               |          |             |   |             |                     |
| 10. März 1961 | Genf     | Rumänien    | – | Frankreich  | 9:3 (3:1,1:1,5:1)   |
| 10. März 1961 | Lausanne | Niederlande | – | Belgien     | 5:4 (2:0,1:1,2:3)   |
|               |          |             |   |             |                     |
| 11. März 1961 | Lausanne | Südafrika   | – | Belgien     | 9:2 (0:2,5:0,4:0)   |

### Abschlusstabelle
| RF | Team                  | Sp | Sg | Un | NL | Tore  | TD  | Pkte. |
| -- | --------------------- | -- | -- | -- | -- | ----- | --- | ----- |
| 1  | Rumänien              | 5  | 5  | 0  | 0  | 69: 5 | +64 | 10: 0 |
| 2  | Frankreich            | 5  | 4  | 0  | 1  | 34:16 | +18 | 8: 2  |
| 3  | Jugoslawien           | 5  | 3  | 0  | 2  | 34:22 | +12 | 6: 4  |
| 4  | Niederlande           | 5  | 2  | 0  | 3  | 18:36 | −18 | 4: 6  |
| 5  | Südafrikanische Union | 5  | 1  | 0  | 4  | 18:47 | −29 | 2: 8  |
| 6  | Belgien               | 5  | 0  | 0  | 5  | 9:56  | −47 | 0:10  |

### Auf- und Abstieg
| C-Weltmeister 1961:         | Rumänien                           |
| Aufsteiger in die B-Gruppe: | Frankreich Niederlande             |
| Absteiger aus der B-Gruppe: | keine (wegen des WM-Boykotts 1962) |
| Boykott 1962:               | Rumänien Jugoslawien               |

1962 fand keine C-Weltmeisterschaft statt